# Альпійська вулиця (Київ)
Альпійська ву́лиця — вулиця в Голосіївському районі міста Києва, місцевість Ширма. Пролягає від вулиці Карпатської Січі до Козацької вулиці.
Прилучаються вулиці Семена Палія (двічі), Гориста, Катерини Грушевської, провулки Гористий (двічі), Альпійський та Дубовий.

## Історія
Виникла в середині XX століття під назвою 761-ша Нова вулиця. 1953 року отримала назву П'ятигорська вулиця, на честь російського міста П'ятигорськ. 
Сучасна назва на честь гір Альпи — з березня 2023 року.